# 傑克遜維爾 (俄勒岡州)
傑克遜維爾（Jacksonville）是位於美國俄勒岡州傑克遜縣的一個市，位於縣治梅德福以西5英里（8.0）。其名稱來自流經城市的傑克遜溪（Jackson Creek）。該市的歷史區在1966年被選為美國國家歷史名勝。根據2010年美國人口普查，全市有2,785人。

## 擴展閱讀
- Francis D. Haines, Jacksonville: Biography of a Gold Camp. Medford, OR: Gandee Printing Center, 1967.

## 外部連結
- Entry for Jacksonville （页面存档备份，存于） in the Oregon Blue Book
- Jacksonville Chamber of Commerce （页面存档备份，存于）
- Historic photos of Jacksonville from Salem Public Library